# Drosera glanduligera
Drosera glanduligera — вид квіткових хижих рослин родини росичкові (Droseraceae).

## Таксономія
Вид описаний в 1844 році Йоганном Леманном. Це єдиний вид в підроді Coelophylla, як Ян Шлауер виділив в 1996 році; проте підрід вперше описаний Жюлем Емілем Планчоном в 1848 році.

## Поширення
Вид поширений у Тасманії, південно-західній і південно-східній частині Австралії. Вид місцями зустрічається досить часто.

## Опис
Рослина заввишки 2,5-6 см. Цвіте помаранчевими квітами із серпня по листопад.

## Біологія
Це однорічна рослина. Невибаглива до ґрунтових умов. Схожість насіння вимагає низьких температур, тому рослина починає рости взимку. Молоді рослини їдять ногохвосток, в той час як більш великі рослини їдять мух.
Механізм захоплення цього виду унікальний тим, що він поєднує в собі риси як липучки, так і замкнутої пастки. Її листя по краях має додаткові волоски-щупальця, які можуть досягати майже два сантиметри в довжину. Волоски-щупальця лежать на землі, і, коли яка-небудь комаха їх торкнеться, вони спрацьовують, як катапульта, вкидаючи здобич в центр травного листа. Це, по-перше, розширює «мисливську територію» рослини, а по-друге, гарантує, що здобич абсолютно точно не вибереться назовні: потрапивши в гущу клейких волосків, навіть дуже сильна комаха не має ні найменшого шансу звільнитися.
Вражає швидкість, з якою спрацьовує «катапульта»: реакція рослини на дотик комахи займає 75 мс.
У волоска-щупальця, який відправляє здобич за призначенням, в основі є особлива петля, яка і надає йому рухливість, але які саме сили при цьому спрацьовують, вчені поки не знають. Сам волосок, раз зігнувшись, повернутися в початковий стан вже не може. Втім, у росички листя оновлюються раз на кілька днів, так що, пообідавши, рослина незабаром нарощує нові ловчі волоски.